# Remnant: From the Ashes
Remnant: From the Ashes est un jeu vidéo d'action-RPG développé par Gunfire Games et édité par Perfect World Entertainment, sorti le 20 août 2019 sur Windows, PlayStation 4 et Xbox One. Un portage sur Nintendo Switch est prévu pour le 21 mars 2023.
Une préquelle intitulée Chronos: Before The Ashes est sorti en 2016 sur Oculus Rift en auto-édition, et en 2020 sur les autres plates-formes éditée par THQ Nordic.
Une suite intitulée Remnant 2, éditée par Gearbox Publishing, est annoncée aux Game Awards 2022.

## Système de jeu
Remnant: From the Ashes est un jeu de tir à la troisième personne qui reprend des mécaniques de la série des Souls et est à ce titre parfois considéré comme un Souls-like,.

## Réception

### Accueil
Remnant: From the Ashes reçoit un accueil critique « généralement favorable », l'agrégateur Metacritic lui donnant entre 77 et 81/100 selon la plate-forme,,.

### Ventes
Fin 2021, le jeu s'était vendu à plus de 3 millions d'exemplaires.